# Kim Churchill
Kim Churchill (* 1990 Canberra, ACT, Austrálie) je australský folkový, rockový a bluesový zpěvák.

## Diskografie

### Studiová alba
- 2010: With Sword and Shield
- 2010: Kim Churchill (Indica / Outside)
- 2012: Detail of Distance (Indica)
- 2014: Silence/Win (Fontana North)

### Živá alba
- 2011: Montreal Attic Recordings
- 2013: Montreal Attic Recordings: volume 2

### EPs
- 2011: Turns to Stone EP

### Singly
| Year | Title                         | Peak positions | Album                 |
| Year | Title                         | AUS            | Album                 |
| ---- | ----------------------------- | -------------- | --------------------- |
| 2010 | „Loving Home“                 | –              | With Sword and Shield |
| 2014 | „Window to the Sky“           | –              | Silence / Win         |
| 2014 | „Some Days the Rain May Fall“ | 86             | Silence / Win         |